# Laozhaozhuang
Laozhaozhuang (kinesiska: 老赵庄镇, 老赵庄) är en köping i Kina. Den ligger i provinsen Shandong, i den östra delen av landet, omkring 100 kilometer väster om provinshuvudstaden Jinan. Antalet invånare är 40 589. Befolkningen består av 20 102 kvinnor och 20 487 män. Barn under 15 år utgör 15,0 %, vuxna 15-64 år 75 %, och äldre över 65 år 8,0 %.
Genomsnittlig årsnederbörd är 687 millimeter. Den regnigaste månaden är juli, med i genomsnitt 248 mm nederbörd, och den torraste är januari, med 4 mm nederbörd.